# 帕拉西奥斯德里奥皮苏埃尔加
帕拉西奥斯德里奥皮苏埃尔加，是西班牙卡斯蒂利亚-莱昂布尔戈斯省的一个市镇。总面积10平方公里，总人口29人（2001年），人口密度3人/平方公里。